# Tecla Marinescu-Borcănea
Tecla Marinescu-Borcănea (n. 4 ianuarie 1960, Constanța, România) este o caiacistă română, laureată cu aur la Los Angeles 1984.